# دنیس مک‌کارتی (آهنگساز)
دنیس مک‌کارتی (انگلیسی: Dennis McCarthy؛ زادهٔ ۱۹۴۵) یک آهنگساز اهل ایالات متحده آمریکا است.
- زیبابین (فیلم ۱۹۹۰) (۱۹۹۰)
- پیشتازان فضا: نسل‌ها (۱۹۹۴)
- مستعمره (فیلم ۱۹۹۵) (۱۹۹۵)